# Яхиново
Яхиново (болг. Яхиново) — село в Болгарии. Находится в Кюстендилской области, входит в общину Дупница. Население составляет 2 134 человека.

## Политическая ситуация
В местном кметстве Яхиново, в состав которого входит Яхиново, должность кмета (старосты) исполняет Петыр Ивайлов Шаламанов (коалиция в составе 5 партий: Евророма, Земледельческий народный союз (ЗНС), Демократическая партия (ДП), Союз свободной демократии (ССД), Союз демократических сил (СДС))) по результатам выборов правления кметства.
Кмет (мэр) общины Дупница — Атанас Александров Янев (независимый) по результатам выборов в правление общины.